# Мокпан

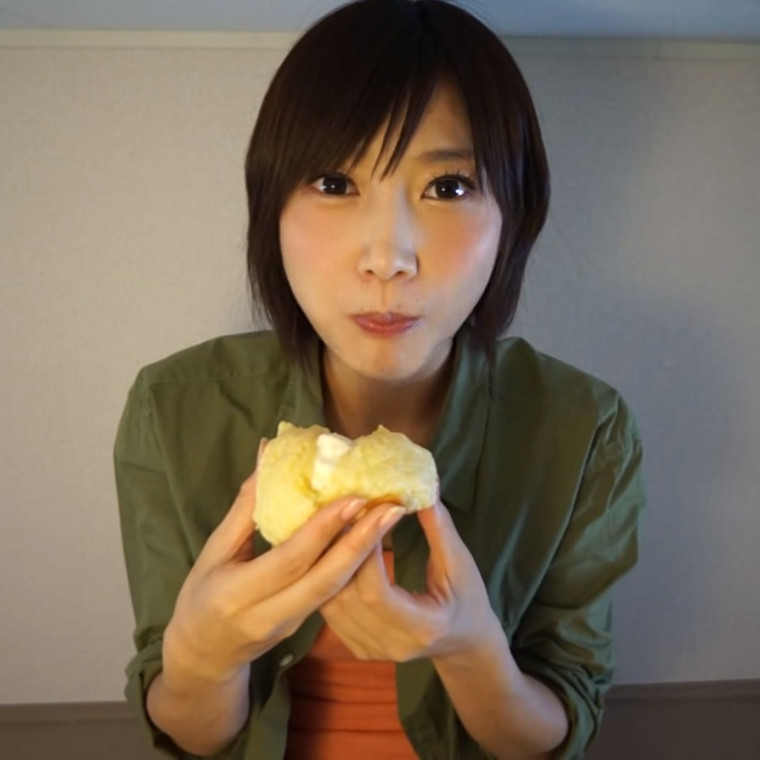
Відомою японською мокпан-відеоблогеркою є Юка Кіноса

Мокпан (кор. 먹방, буквально «трансляція прийому їжі», також зустрічаються варіанти транскрипції «мокбан» і «мукбанг») — форма відеоблогінгу, що є трансляцією поїдання великої кількості їжі в реальному часі, паралельно блогер спілкується з глядачами. Людина, що займається мокпаном, називається біджей (англ. broadcast jockey, BJ), що можна перекласти як «ведучий трансляції». Іноді стосовно мокпану використовують терміни «гастрономічний вуайєризм».

## Історія створення
Сім'я та спільний прийом їжі є традиційними для корейської культури. У 1960-ті роки в Південній Кореї почався процес урбанізації, в ході якого молодь почала переїжджати в міста для здобуття освіти та влаштування на більш престижну роботу. Молоді люди жили поодинці в орендованих квартирах і весь свій час проводили в роботі чи навчанні. У зв'язку з цим молоді корейці стали проводити менше часу один з одним, але потреба у спілкуванні у них залишилася.
З 1990 року кількість «домогосподарств із однієї людини» збільшилася з 9,1 % до 25,3 % у 2012 році. Згідно з прогнозом Організації економічного співробітництва та розвитку до 2030 року кількість «домогосподарств з однієї людини» в Південній Кореї складе 32,7 % Тому однією з можливих причин появи мокпану в Південній Кореї наприкінці 2000-х можна вважати страх самотності.
Зростанню популярності мокпана послужила активна демонстрація їжі акторами популярних корейських телешоу Happy Together, Let’s Eat, а також корейським актором Ха Чон У, який славиться експресивною манерою поїдання їжі. Спочатку біджеї під час своїх трансляцій намагалися копіювати манеру поведінки відомих шеф-кухарів, але надалі стали виробляти свій стиль спілкування з глядачами.

## Поширення та монетизація
Мокпан поширюється на Захід. Американські та європейські інформаційні видання виявляють інтерес до корейської інтернет-тенденції. Популярний на YouTube комедійний дует Fine Brothers випустив відео, яке демонструє реакцію користувачів Youtube на епізоди з мокпанів трансляцій кількох біджеїв. Відео набрало понад 5 млн переглядів. На сайті BBC.com опубліковано статтю про феномен мокпану, в якій журналіст Стів Еванс розмірковує про це явище. Наприкінці статті він робить висновок, що мокпан стане популярним і на Заході.
Мокпан є джерелом прибутку для біджеїв. Ведучи трансляції на корейській відеоплатформі afreeca TV, біджеї спілкуються з глядачами, які голосують за трансляцію, що сподобалася, жертвуючи віртуальну валюту — «повітряні кульки», кожна з яких при конвертації в реальну валюту дорівнює 100 вон (близько 9 американських центів) При цьому відеохостинг стягує 30-40 % комісійних. Якщо глядачі ставлять трансляції «зірочку», вона піднімається у публічному рейтингу, що приваблює нову аудиторію.
Біджеї також заробляють на рекламі певних продуктів або сервісів з доставки та приготування їжі, кафе та ресторанів.

## Критика
Незважаючи на те, що популярність мокпана зростає, багато людей не бачать сенсу дивитися на те, як інші люди їдять. Крім того, біджеїв критикують за популяризацію нездорового способу життя та переїдання. До речі, у 2019 році біджей Ніколас Перрі чесно зізнався, що через зйомки в мокпані у нього виникли проблеми з ерекцією та постійна діарея. Біджеї критикуються за те, що багато їжі в їх відео пропадає марно, що створює ілюзію у глядачів, що великі харчові відходи це нормально.